# Vauville (Calvados)
Pour les articles homonymes, voir Vauville.
Vauville est une commune française du département du Calvados en région Normandie, peuplée de 199 habitants.

## Géographie

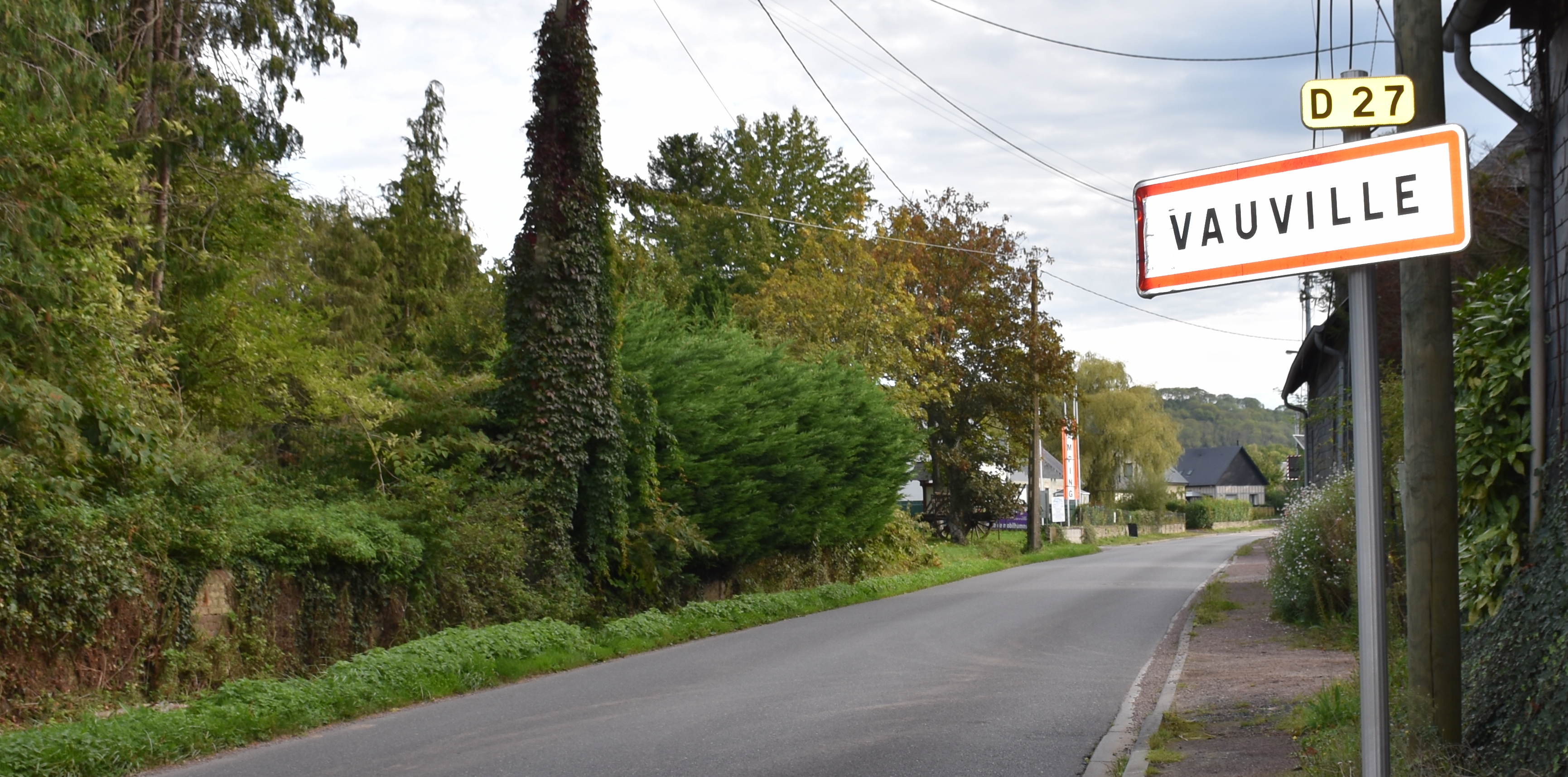
Une entrée de la commune.

|                   | Benerville-sur-Mer |             |
| Blonville-sur-Mer | Vauville           | Tourgéville |
| Saint-Pierre-Azif | Glanville          |             |

### Hydrographie
La commune est située dans le bassin Seine-Normandie. Elle est drainée par le ruisseau du Vaunoy, le Chemin du Moulin et le Ravin,,.

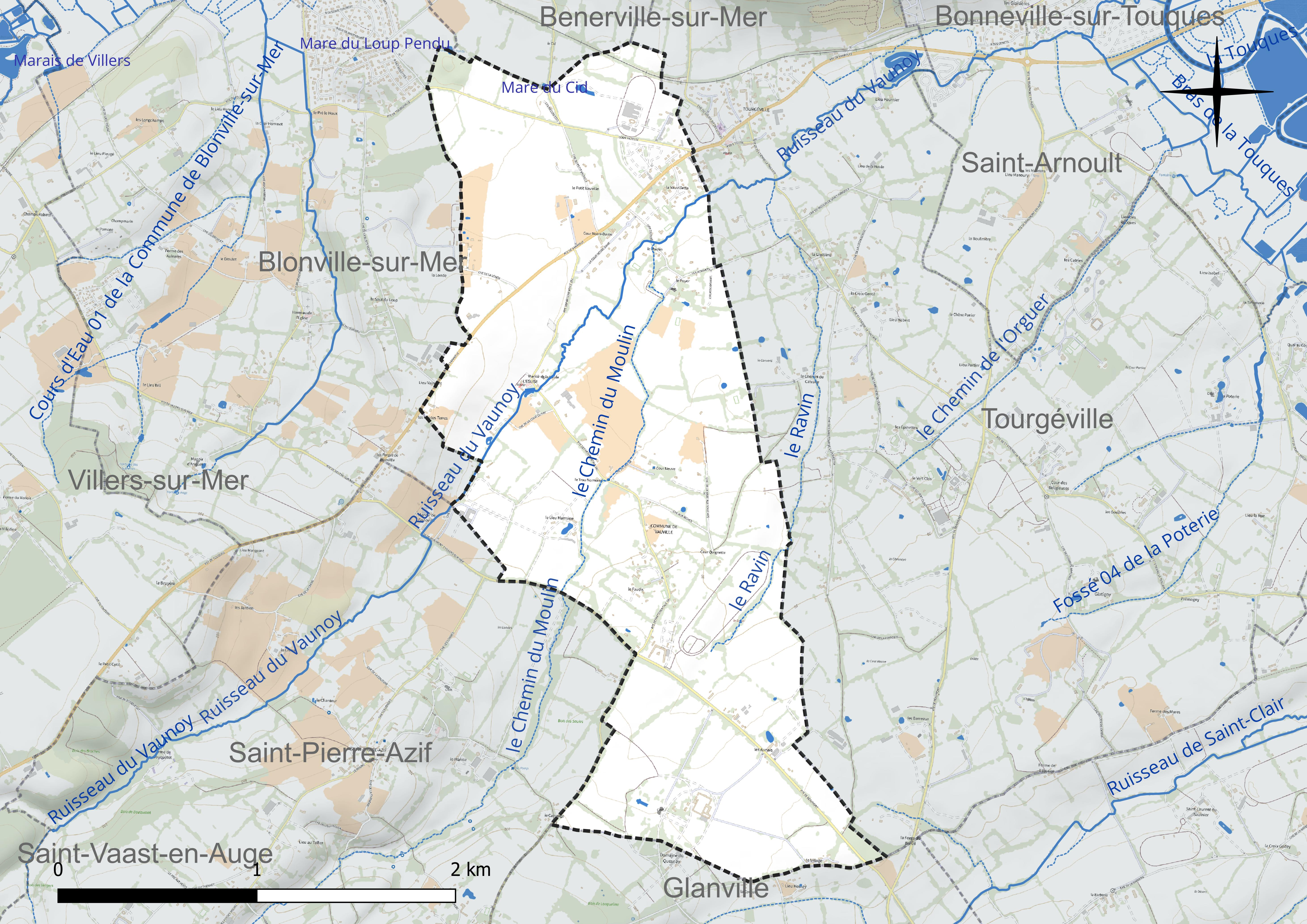
Réseau hydrographique de Vauville.

Un plan d'eau complète le réseau hydrographique : la mare du Loup Pendu, d'une superficie totale de 0,1 ha (0 ha sur la commune),.

### Climat
Pour des articles plus généraux, voir Climat de la Normandie et Climat du Calvados.
En 2010, le climat de la commune est de type climat océanique franc, selon une étude du CNRS s'appuyant sur une série de données couvrant la période 1971-2000. En 2020, Météo-France publie une typologie des climats de la France métropolitaine dans laquelle la commune est exposée à un climat océanique et est dans la région climatique  Côtes de la Manche orientale, caractérisée par un faible ensoleillement (1 550 h/an) ; forte humidité de l'air (plus de 20 h/jour avec humidité relative > 80 % en hiver), vents forts fréquents. Parallèlement le GIEC normand, un groupe régional d'experts sur le climat, différencie quant à lui, dans une étude de 2020, trois grands types de climats pour la région Normandie, nuancés à une échelle plus fine par les facteurs géographiques locaux. La commune est, selon ce zonage, exposée à un « climat contrasté des collines », correspondant au Pays d'Auge, Lieuvin et Roumois, moins directement soumis aux flux océaniques et connaissant toutefois des précipitations assez marquées en raison des reliefs collinaires qui favorisent leur formation.
Pour la période 1971-2000, la température annuelle moyenne est de 10,7 °C, avec  une amplitude thermique annuelle de 12,6 °C. Le cumul annuel moyen de précipitations est de 774 mm, avec 12 jours de précipitations en janvier et 8,2 jours en juillet. Pour la période 1991-2020, la température moyenne annuelle observée sur la station météorologique la plus proche, située sur la commune de Deauville à 5 km à vol d'oiseau, est de 0,0 °C et le cumul annuel moyen de précipitations est de 0,0 mm. Pour l'avenir, les paramètres climatiques de la commune estimés pour 2050 selon différents scénarios d'émission de gaz à effet de serre sont consultables sur un site dédié publié par Météo-France en novembre 2022.

## Urbanisme

### Typologie
Au 1er janvier 2024, Vauville est catégorisée commune rurale à habitat dispersé, selon la nouvelle grille communale de densité à 7 niveaux définie par l'Insee en 2022.
Elle est située hors unité urbaine. Par ailleurs la commune fait partie de l'aire d'attraction de Trouville-sur-Mer, dont elle est une commune de la couronne,. Cette aire, qui regroupe 35 communes, est catégorisée dans les aires de moins de 50 000 habitants,.

### Occupation des sols
L'occupation des sols de la commune, telle qu'elle ressort de la base de données européenne d'occupation biophysique des sols Corine Land Cover (CLC), est marquée par l'importance des territoires agricoles (93,9 % en 2018), en diminution par rapport à 1990 (100 %). La répartition détaillée en 2018 est la suivante : 
prairies (64,3 %), zones agricoles hétérogènes (16,1 %), terres arables (13,4 %), zones urbanisées (6,1 %). L'évolution de l'occupation des sols de la commune et de ses infrastructures peut être observée sur les différentes représentations cartographiques du territoire : la carte de Cassini (XVIIIe siècle), la carte d'état-major (1820-1866) et les cartes ou photos aériennes de l'IGN pour la période actuelle (1950 à aujourd'hui).

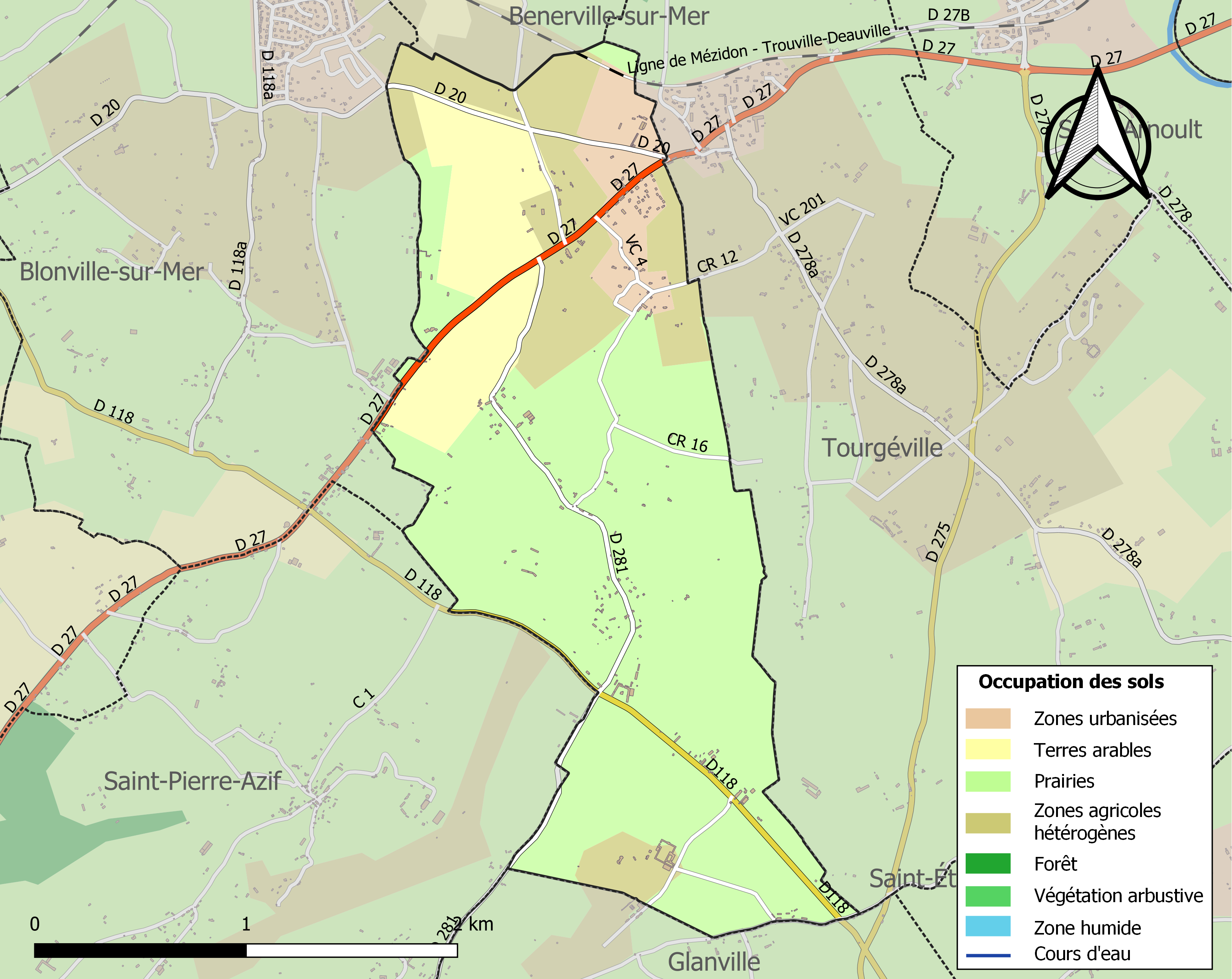
Carte des infrastructures et de l'occupation des sols de la commune en 2018 (CLC).

## Toponymie
Le nom de la localité est attesté sous la forme Walvilla en 1100.
Voir toponymie de Vauville (Manche), même explication.

## Histoire
Pendant la Seconde Guerre mondiale, le château du Quesnay est le siège du poste de commandement de la 711e division d'infanterie commandée par le Generalleutnant Josef Reichert. Le Generalfeldmarschall Erwin Rommel s'y rend le 16 janvier 1944.

## Économie

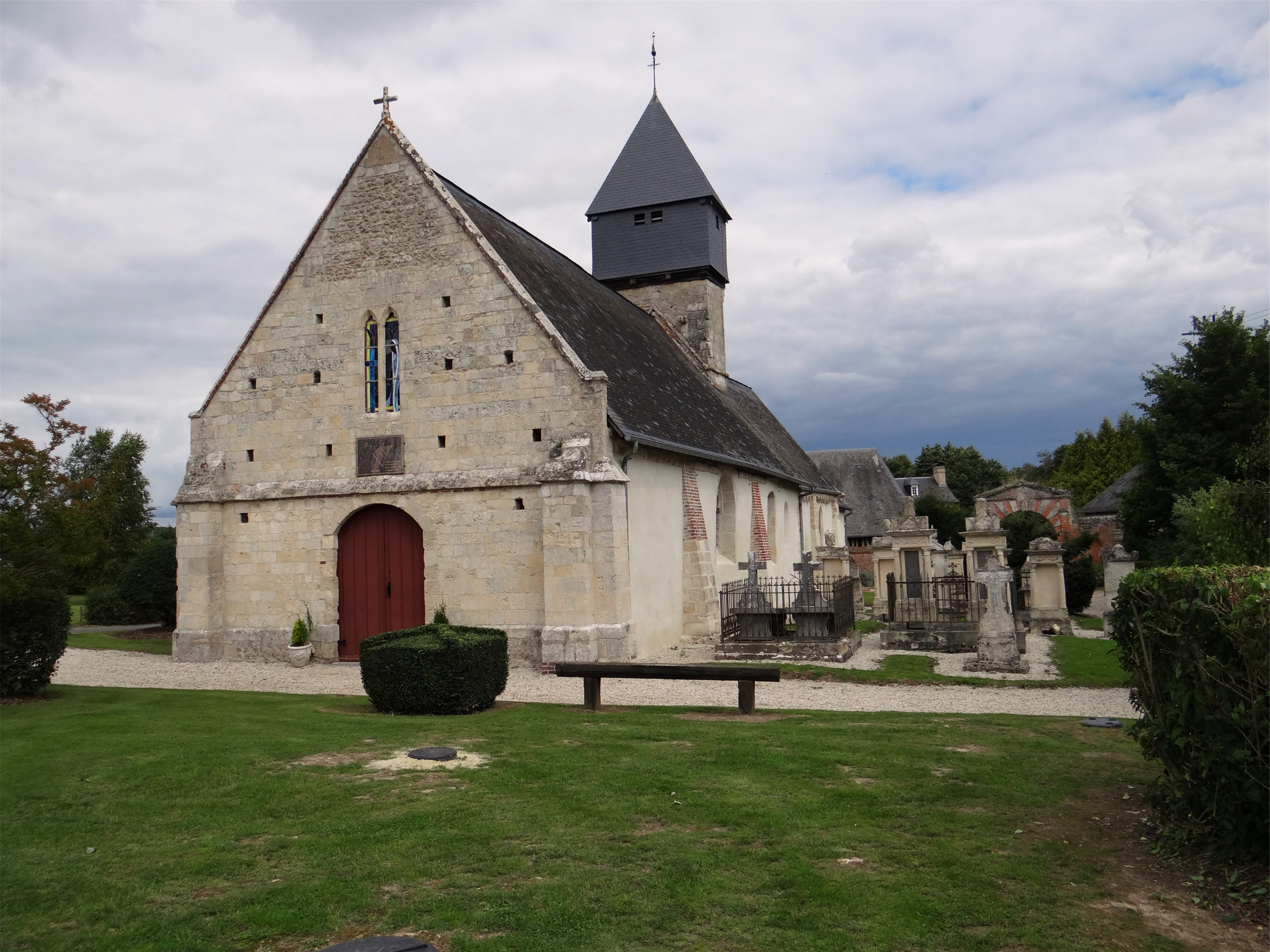
Église paroissiale.

## Politique et administration
| Période                                  | Période   | Identité        | Étiquette   | Qualité     |
| ---------------------------------------- | --------- | --------------- | ----------- | ----------- |
| ?                                        | mars 2001 | Daniel Dière    |             |             |
| mars 2001                                | En cours  | Régine Curzydlo | UMP puis LR | Commerçante |
| Les données manquantes sont à compléter. |           |                 |             |             |

## Démographie

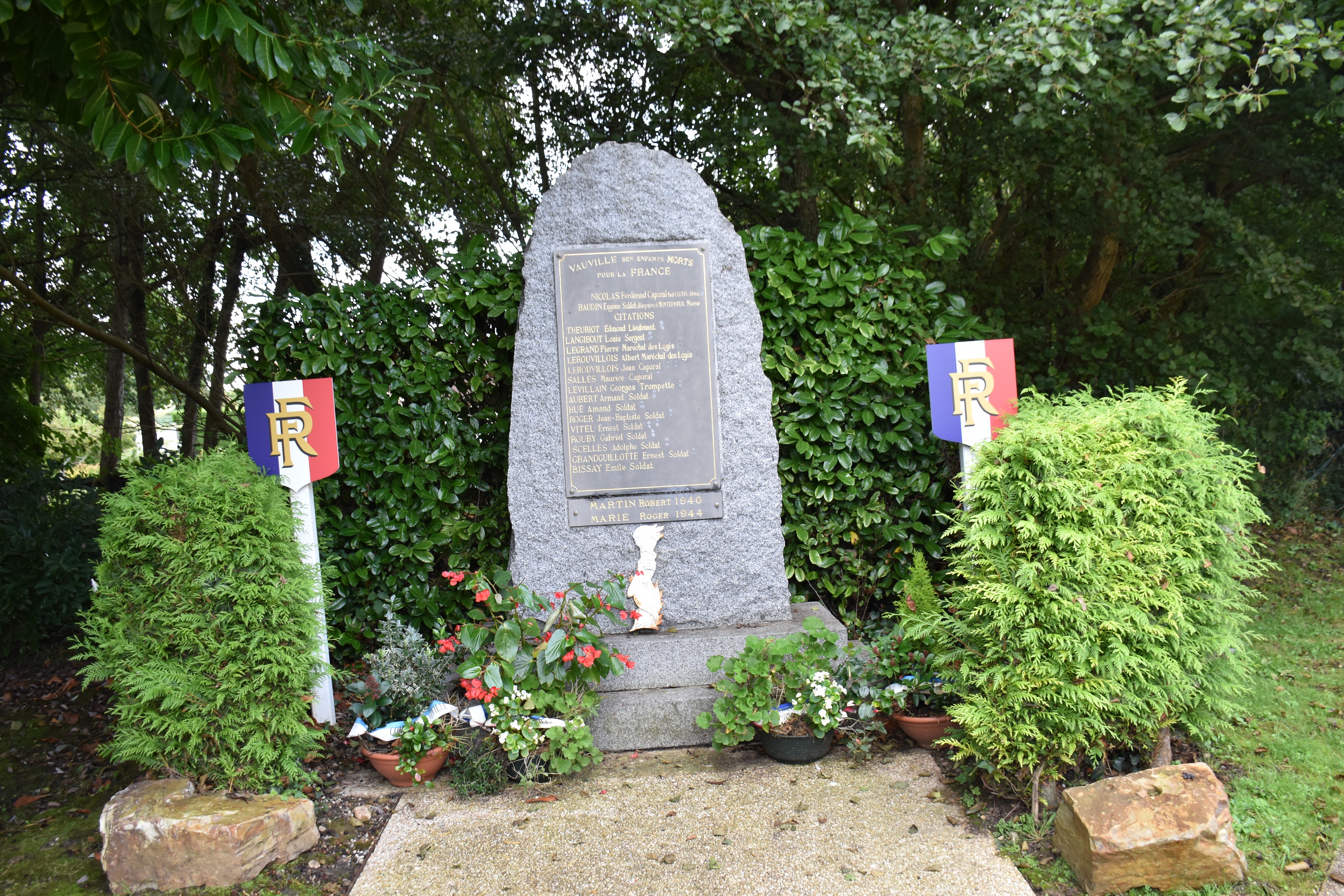
Le monument aux morts.

L'évolution du nombre d'habitants est connue à travers les recensements de la population effectués dans la commune depuis 1793. Pour les communes de moins de 10 000 habitants, une enquête de recensement portant sur toute la population est réalisée tous les cinq ans, les populations de référence des années intermédiaires étant quant à elles estimées par interpolation ou extrapolation. Pour la commune, le premier recensement exhaustif entrant dans le cadre du nouveau dispositif a été réalisé en 2008.
En 2022, la commune comptait 199 habitants, en évolution de +4,74 % par rapport à 2016 (Calvados : +1,58 %, France hors Mayotte : +2,11 %).
| 1793 | 1800 | 1806 | 1821 | 1831 | 1836 | 1841 | 1846 | 1851 |
| ---- | ---- | ---- | ---- | ---- | ---- | ---- | ---- | ---- |
| 270  | 254  | 256  | 256  | 233  | 240  | 240  | 257  | 204  |

| 1856 | 1861 | 1866 | 1872 | 1876 | 1881 | 1886 | 1891 | 1896 |
| ---- | ---- | ---- | ---- | ---- | ---- | ---- | ---- | ---- |
| 214  | 179  | 190  | 180  | 172  | 165  | 168  | 170  | 177  |

| 1901 | 1906 | 1911 | 1921 | 1926 | 1931 | 1936 | 1946 | 1954 |
| ---- | ---- | ---- | ---- | ---- | ---- | ---- | ---- | ---- |
| 151  | 154  | 190  | 206  | 225  | 238  | 191  | 205  | 192  |

| 1962 | 1968 | 1975 | 1982 | 1990 | 1999 | 2006 | 2008 | 2013 |
| ---- | ---- | ---- | ---- | ---- | ---- | ---- | ---- | ---- |
| 212  | 211  | 164  | 184  | 259  | 253  | 237  | 233  | 190  |

| 2018 | 2022 | - | - | - | - | - | - | - |
| ---- | ---- | - | - | - | - | - | - | - |
| 188  | 199  | - | - | - | - | - | - | - |

## Lieux et monuments
- Église paroissiale en partie médiévale : retable XVIIe avec toile représentant la descente de la croix. Christ XVIIe. Fonts baptismaux cylindriques en pierres.
- Chapelle du Quesnay.
- Château du Quesnay[22].
- Haras du Quesnay
- Manoir de La Haulle : portail XVIIe.
- Manoir du Foyer XVIe / XVIIe.

## Galerie

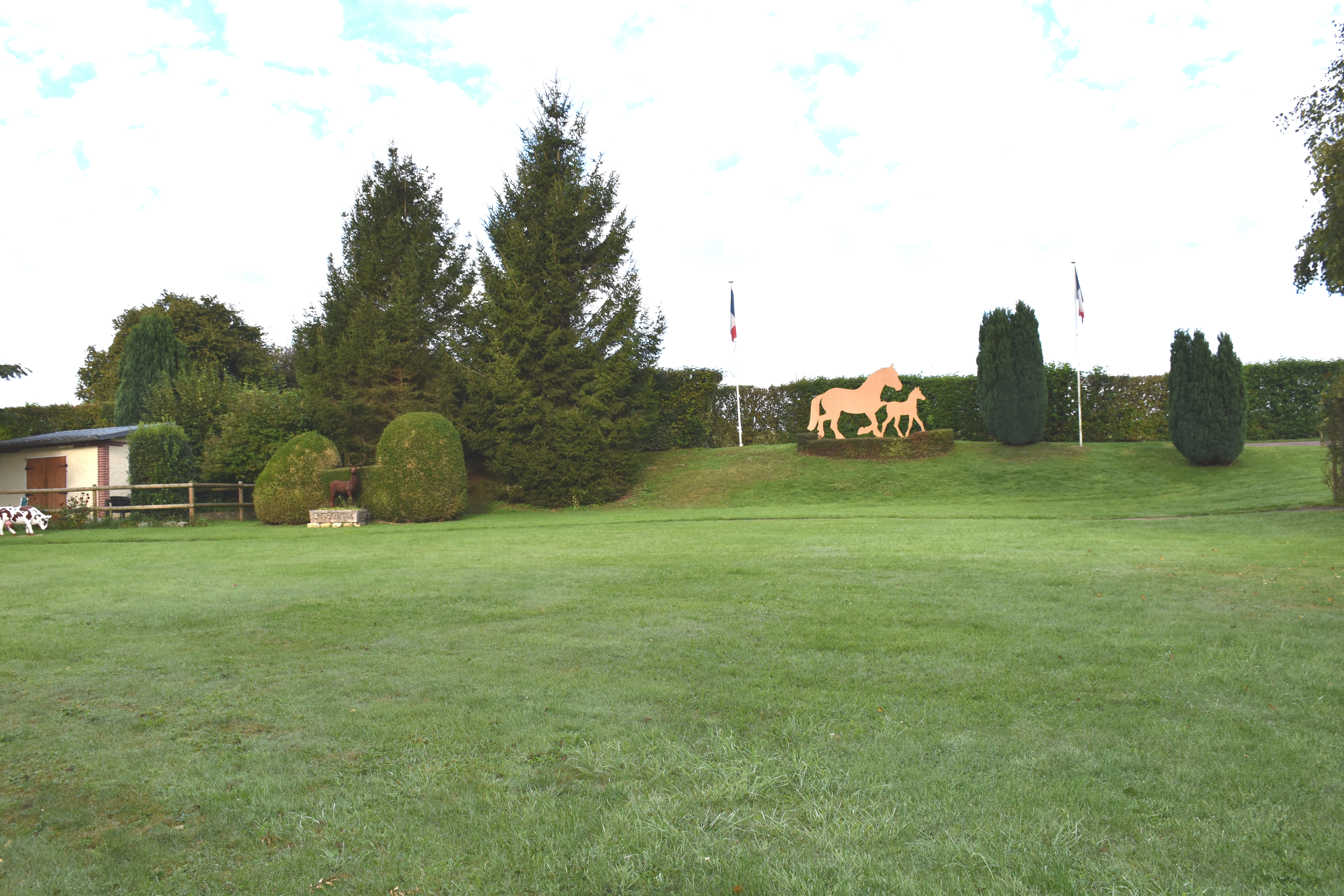
L'esplanade de la mairie.
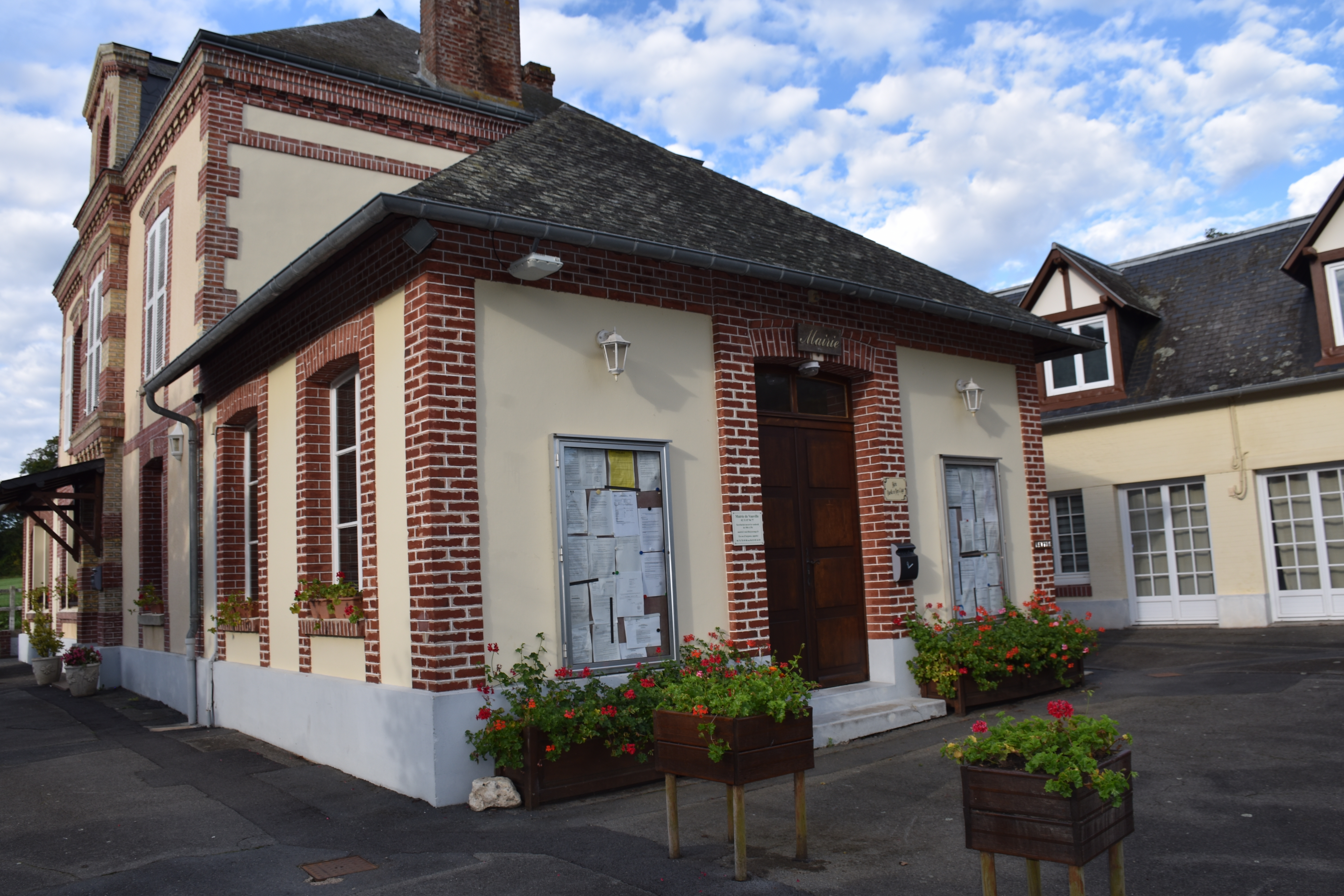
La mairie.
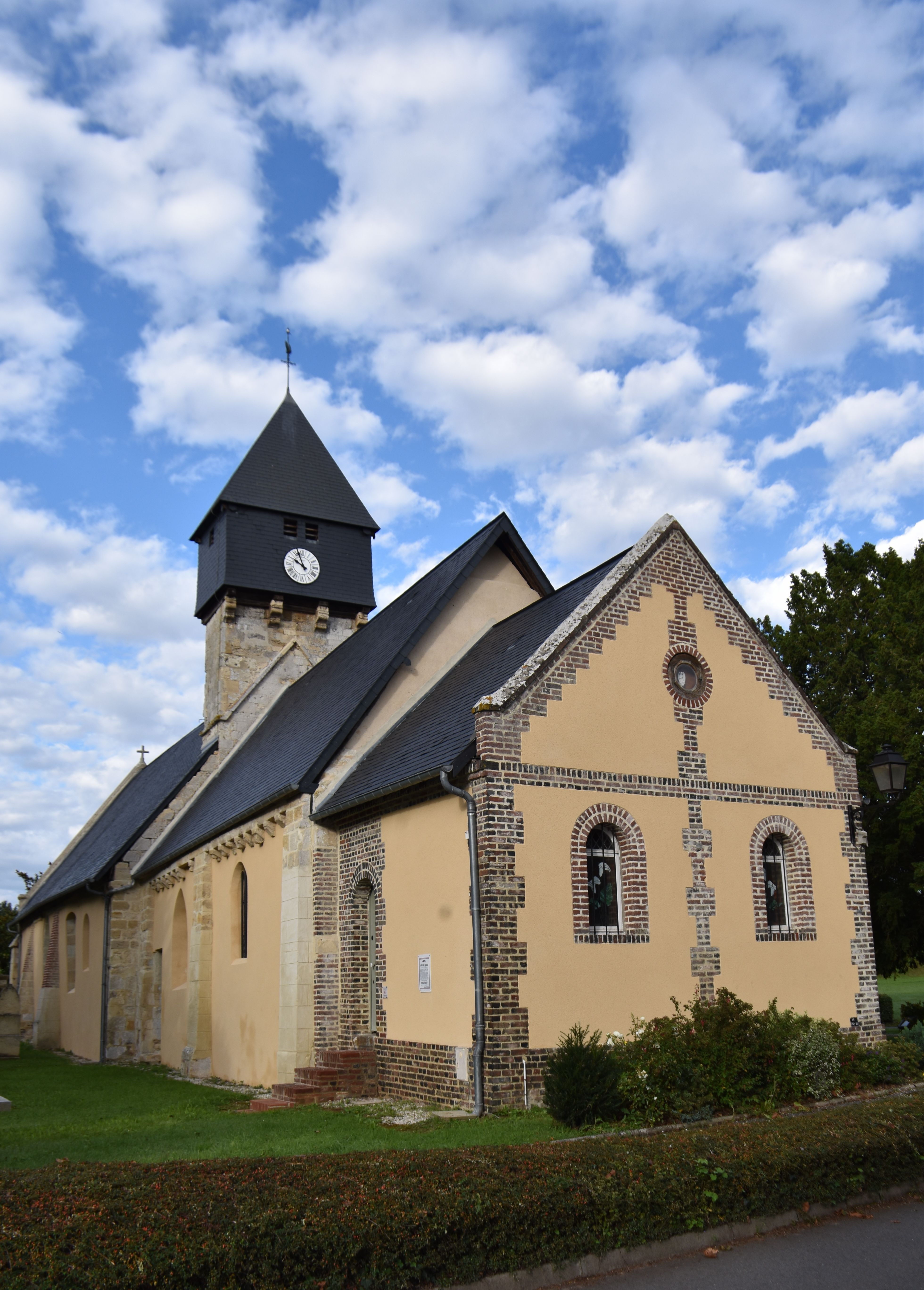
Vue de l'église côté chevet.
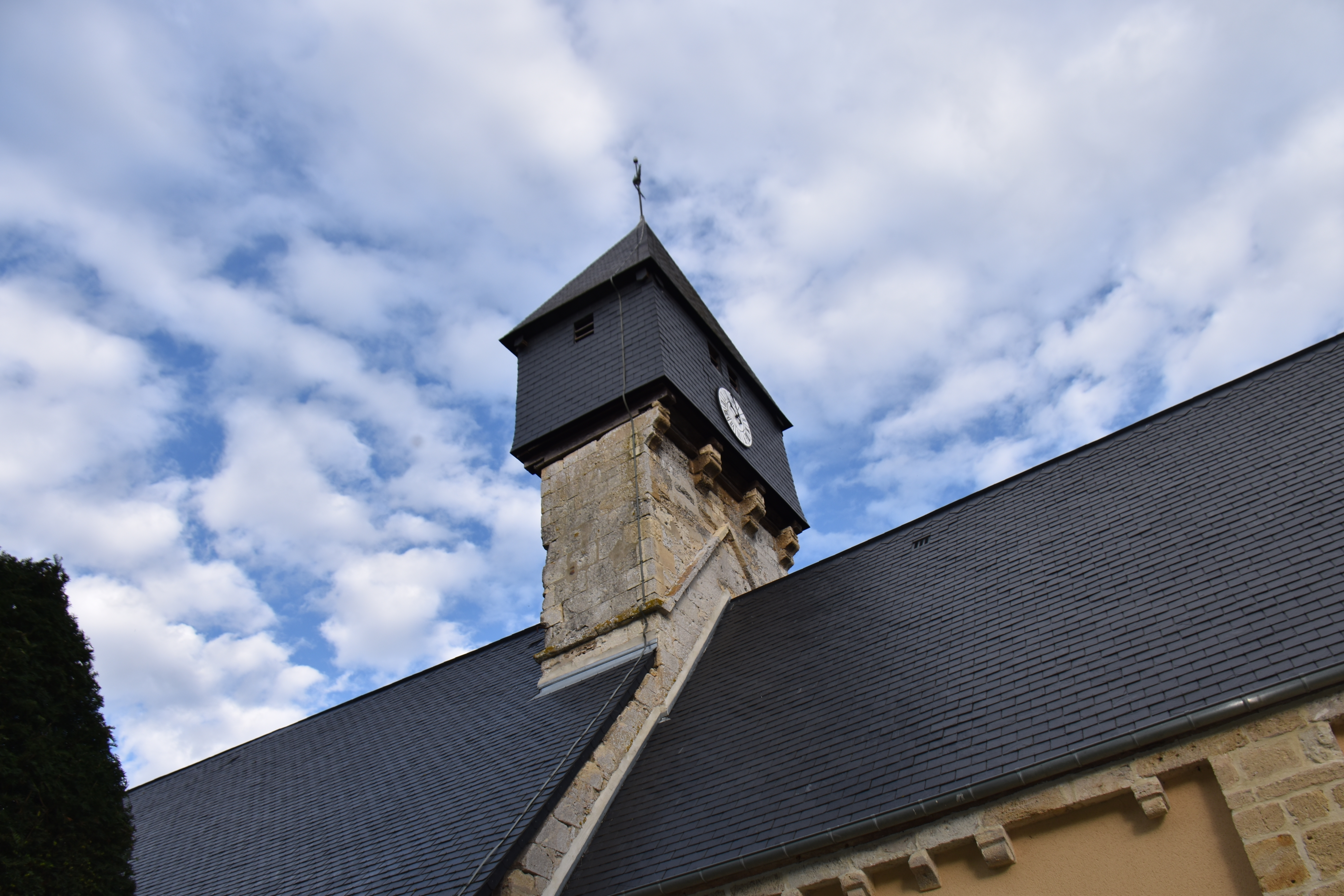
Le clocher de l'église.
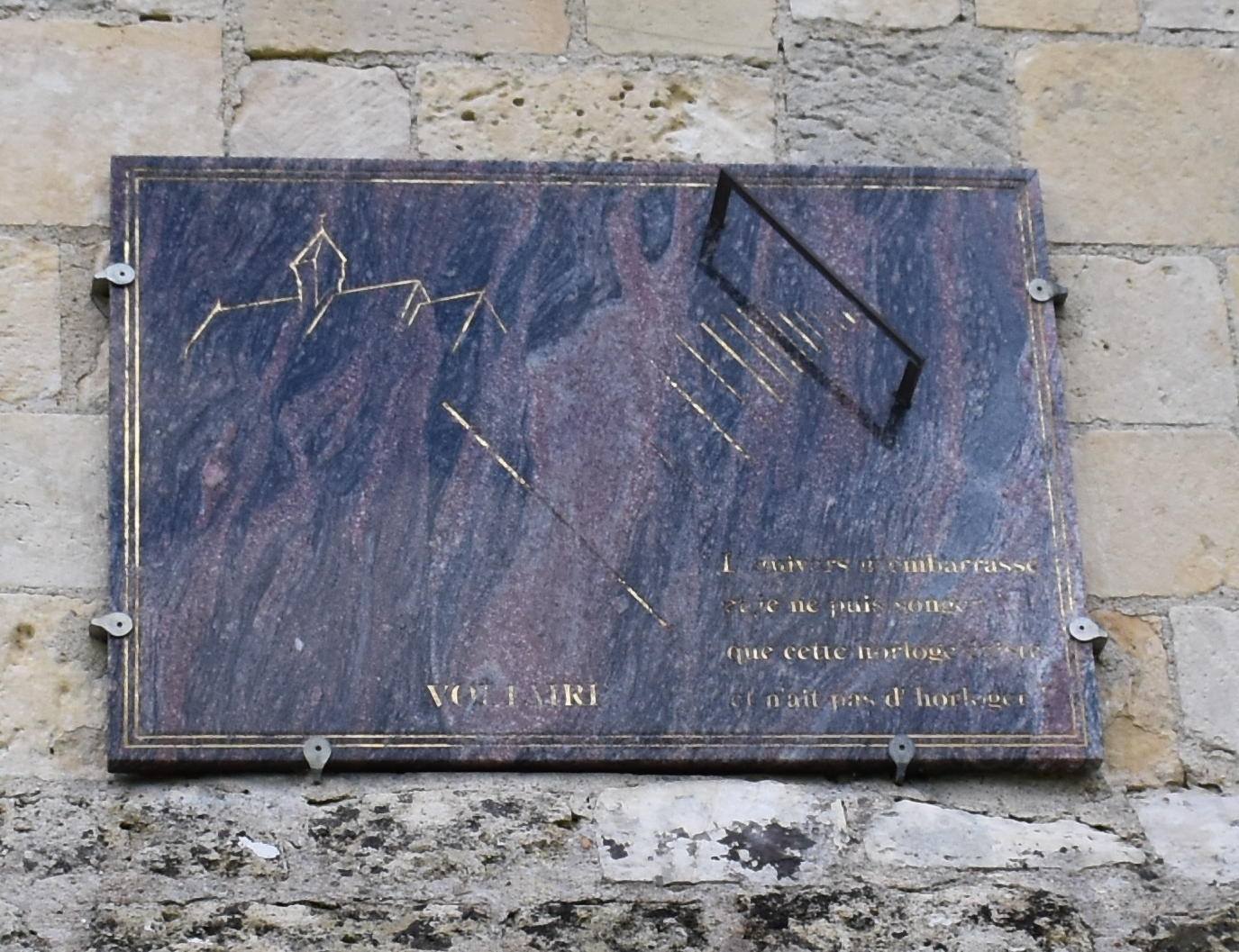
Cadran solaire au-dessus du porche de l'église.

## Personnalités liées à la commune
- Jacques Goddet (1905-2000), sportif, journaliste et directeur du Tour de France cycliste, y a longtemps possédé une résidence secondaire.
- Le général de division aérienne Jacques de Serre de Saint-Roman (1922-2003), pilote de chasse, ancien chargé de mission auprès du chef d'état-major de l'armée de l'air, ancien directeur des Meetings aériens nationaux, y a possédé une propriété. Diplômé de l'École de l'air, breveté pilote de chasse aux États-Unis, le général de Saint-Roman a commencé sa carrière en Indochine, l'a poursuivie à la tête de la 1re Escadre de chasse tout temps, puis comme chef des opérations en Algérie, commandant de l'École interarmes des opérations aériennes combinées (à Baden-Baden en Allemagne) avant de terminer comme chargé de mission auprès du chef d'état-major de l'armée de l'air. Général de division aérienne, il est commandeur dans l'ordre de la Légion d'honneur et Croix de guerre.
- Bernard Destremau (1917-2002), membre de l'Institut, sportif, officier de chars, député, ambassadeur, y a possédé une résidence secondaire familiale, au lieu-dit la Cour Neuve.
- Michel Sardou (né en 1947) a possédé le manoir de la Haulle où il élevait des chevaux jusqu'en 2023[23],[24].